# Copa de España de fútbol sala femenino 2010
La Copa de España de Fútbol Sala Femenino de 2010 tuvo lugar entre el 9 y el 11 de abril en Orense(Galicia). Es la decimosesta edición de este campeonato español.
A la cita acudieron los siete primeros clasificados junto al anfitrión el Ponte Ourense SAD. Los cruces de cuartos se dilucidarán por orden estricto de clasificación al término de la Liga en Primera División, así el primer clasificado se medirá contra el octavo o en su defecto el anfitrión, el segundo contra séptimo, tercero contra sexto y cuarto contra quinto.
El FSF Móstoles Cospusa se proclamó campeón por segunda al vencer al Cajasur Deportivo Córdoba por 5-0. 

## Equipos participantes
| Atlético Madrid Navalcarnero | FSF Móstoles Cospusa | FSF UCAM Murcia | Cajasur Deportivo Córdoba | Ponte Ourense SAD | Burela FS Pescados Rubén | FSF Diamante Rioja | Femesala Elche |
| ---------------------------- | -------------------- | --------------- | ------------------------- | ----------------- | ------------------------ | ------------------ | -------------- |

## Organización

### Sede
El torneo se disputó en la ciudad de Orense, en el Pabellón Municipal Los Remedios.

## Resultados

### Cuadro final
|  | Cuartos de final   | Cuartos de final   |                |              | Semifinales         | Semifinales         |  |         | Final               | Final               |  |
|  | 9 de abril de 2010 | 9 de abril de 2010 |                |              | 10 de abril de 2010 | 10 de abril de 2010 |  |         | 11 de abril de 2010 | 11 de abril de 2010 |  |
|  |                    |                    |                |              |                     |                     |  |         |                     |                     |  |
|  |                    |                    |                |              |                     |                     |  |         |                     |                     |  |
|  | Córdoba            | 4                  |                |              |                     |                     |  |         |                     |                     |  |
|  | Córdoba            | 4                  |                |              |                     |                     |  |         |                     |                     |  |
|  | Rioja              | 2                  |                |              |                     |                     |  |         |                     |                     |  |
|  | Rioja              | 2                  |                | Córdoba      | 3(4)                |                     |  |         |                     |                     |  |
|  |                    |                    |                | Córdoba      | 3(4)                |                     |  |         |                     |                     |  |
|  |                    |                    | Femesala Elche | 3(1)         |                     |                     |  |         |                     |                     |  |
|  | Femesala Elche     | 6                  | Femesala Elche | 3(1)         |                     |                     |  |         |                     |                     |  |
|  | Femesala Elche     | 6                  |                |              |                     |                     |  |         |                     |                     |  |
|  | Burela FS          | 2                  |                |              |                     |                     |  |         |                     |                     |  |
|  | Burela FS          | 2                  |                |              |                     |                     |  | Córdoba | 0                   |                     |  |
|  |                    |                    |                |              |                     |                     |  | Córdoba | 0                   |                     |  |
|  |                    |                    | FSF Móstoles   | 5            |                     |                     |  |         |                     |                     |  |
|  | FSF Móstoles       | 2                  | FSF Móstoles   | 5            |                     |                     |  |         |                     |                     |  |
|  | FSF Móstoles       | 2                  |                |              |                     |                     |  |         |                     |                     |  |
|  | UCAM Murcia        | 0                  |                |              |                     |                     |  |         |                     |                     |  |
|  | UCAM Murcia        | 0                  |                | FSF Móstoles | 5                   |                     |  |         |                     |                     |  |
|  |                    |                    |                | FSF Móstoles | 5                   |                     |  |         |                     |                     |  |
|  |                    |                    | Ponte Ourense  | 1            |                     |                     |  |         |                     |                     |  |
|  | Futsi Atlético     | 4                  | Ponte Ourense  | 1            |                     |                     |  |         |                     |                     |  |
|  | Futsi Atlético     | 4                  |                |              |                     |                     |  |         |                     |                     |  |
|  | Ponte Ourense      | 5                  |                |              |                     |                     |  |         |                     |                     |  |
|  | Ponte Ourense      | 5                  |                |              |                     |                     |  |         |                     |                     |  |
|  |                    |                    |                |              |                     |                     |  |         |                     |                     |  |

### Cuartos de final

#### Cajasur Deportivo Córdoba - Rioja Diamante
| 9 de abril de 2010, 10:00 (UTC+2) | Cajasur Deportivo Córdoba                | 4:2 (2:0) | FSF Rioja Diamante   | Los Remedios, Orense                                                  |                                                                       |
|                                   | Peque 5' · Isa 19' · Sara Moreno 31' 39' | Reporte   | Maite García 34' 40' | Asistencia: 200 espectadores Árbitro(s): Esteban Otero Fidel González | Asistencia: 200 espectadores Árbitro(s): Esteban Otero Fidel González |

#### Femesala Elche - Burela FS Pescados Rubén
| 9 de abril de 2010, 12:00 (UTC+2) | Femesala Elche                                             | 6:2 (3:1) | Burela FS Pescados Rubén | Los Remedios, Orense                                                   |                                                                        |
|                                   | Vero 9' · Susana 12' 39' · Noelia 17' · Ju Delgado 30' 37' |           | Ro 9' 33'                | Asistencia: 700 espectadores Árbitro(s): Fernández Muñiz y Hevia Campa | Asistencia: 700 espectadores Árbitro(s): Fernández Muñiz y Hevia Campa |

#### Móstoles Cospusa - UCAM Murcia
| 9 de abril de 2010, 17:00 (UTC+2) | FSF Móstoles Cospusa       | 2:0 (2:0) | FSF UCAM Murcia | Los Remedios, Orense                                                     |                                                                          |
|                                   | Beíta 12' · Bea Martín 17' | Reporte   |                 | Asistencia: 500 espectadores Árbitro(s): Martínez Torres Montero Garrido | Asistencia: 500 espectadores Árbitro(s): Martínez Torres Montero Garrido |

#### Atlético Madrid Navalcarnero - Ponte Ourense
| 9 de abril de 2010, 19:00 (UTC+2) | Atlético Madrid Navalcarnero                                  | 4:5 (2:1) | Ponte Ourense                                                               | Los Remedios, Orense                                                       |                                                                            |
|                                   | Natalia Flores 11' 37' · Sara Iturriaga 14' · Eva Manguán 37' | Reporte   | Bea Seijas 15' · Marta Figueiredo 28' · Laura Fernández 32' · Catia 33' 38' | Asistencia: 2.000 espectadores Árbitro(s): Gallo Suárez y Velasco Martínez | Asistencia: 2.000 espectadores Árbitro(s): Gallo Suárez y Velasco Martínez |

### Semifinales

#### Cajasur Deportivo Córdoba - Femesala Elche
| 10 de abril de 2010, 17:00 (UTC+2)                                                   | Cajasur Deportivo Córdoba                        | 3:3 (1:0) (t. s.)(4:1 p.)  | Femesala Elche                    | Los Remedios, Orense                                               |                                                                    |
|                                                                                      | Noe Reyes 1' · Sara Moreno 32' 42'               | Reporte                    | Laura 35' · Wiki 37' · Susana 49' | Asistencia: 350 espectadores Árbitro(s): Ruano Melón Pollán Somoza | Asistencia: 350 espectadores Árbitro(s): Ruano Melón Pollán Somoza |
|                                                                                      |                                                  | Tiros desde el punto penal |                                   |                                                                    |                                                                    |
|                                                                                      | Isa García · Sara Moreno · Laura Bestué · Fátima |                            | Sofía · Laura · Ju Delgado        |                                                                    |                                                                    |
| Se clasifica el Cajasur Deportivo Córdoba después de disputar una tanda de penaltis. |                                                  |                            |                                   |                                                                    |                                                                    |

#### Móstoles Cospusa - Ponte Ourense
| 10 de abril de 2010, 19:00 (UTC+2) | FSF Móstoles Cospusa                                  | 5:1 (2:0) | Ponte Ourense  | Los Remedios, Orense                                                        |                                                                             |
|                                    | Bea Martín 8' 39' · Sonso 17' 40' · Andrea Feijóo 31' | Reporte   | Bea Seijas 40' | Asistencia: 2.000 espectadores Árbitro(s): Rodríguez García Martínez Alonso | Asistencia: 2.000 espectadores Árbitro(s): Rodríguez García Martínez Alonso |

### Final
| 1           | Bandera de Brasil | Catiele      |  |
| 2           | Bandera de España | Inma Sojo    |  |
| 7           | Bandera de España | Ampi         |  |
| 9           | Bandera de España | Sara Moreno  |  |
| 14          | Bandera de España | Laura Bestué |  |
| Entrenador: | Entrenador:       | David Díaz   |  |

| 1           | Bandera de España | Eva            |  |
| 5           | Bandera de España | Sonso          |  |
| 8           | Bandera de España | Bea Martín     |  |
| 11          | Bandera de España | Patri Jornet   |  |
| 7           | Bandera de España | Beíta          |  |
| Entrenador: | Entrenador:       | David Zamorano |  |

| 11 | Bandera de España | Isa García   |  |
| 8  | Bandera de España | Clàudia Pons |  |
| 6  | Bandera de España | Fátima       |  |
| 4  | Bandera de España | Alicia       |  |

| 6  | Bandera de España | Isa García    |  |
| 3  | Bandera de España | Andrea Feijóo |  |
| 2  | Bandera de España | Inma          |  |
| 10 | Bandera de España | Patri Manzano |  |
| 15 | Bandera de España | Carolina      |  |

| Anotado | 14' | Inma          | 0-1 |
| Anotado | 18' | Andrea Feijóo | 0-2 |
| Anotado | 28' | Patri Jornet  | 0-3 |
| Anotado | 29' | Patri Jornet  | 0-4 |
| Anotado | 40' | Sonso         | 0-5 |

| Amonestado |  | Clàudia Pons |  |
| Amonestado |  | Sara Moreno  |  |

| Amonestado |  | Sonso |  |

| 1           | Bandera de Brasil | Catiele      |  |
| 2           | Bandera de España | Inma Sojo    |  |
| 7           | Bandera de España | Ampi         |  |
| 9           | Bandera de España | Sara Moreno  |  |
| 14          | Bandera de España | Laura Bestué |  |
| Entrenador: | Entrenador:       | David Díaz   |  |

| 1           | Bandera de España | Eva            |  |
| 5           | Bandera de España | Sonso          |  |
| 8           | Bandera de España | Bea Martín     |  |
| 11          | Bandera de España | Patri Jornet   |  |
| 7           | Bandera de España | Beíta          |  |
| Entrenador: | Entrenador:       | David Zamorano |  |

| 11 | Bandera de España | Isa García   |  |
| 8  | Bandera de España | Clàudia Pons |  |
| 6  | Bandera de España | Fátima       |  |
| 4  | Bandera de España | Alicia       |  |

| 6  | Bandera de España | Isa García    |  |
| 3  | Bandera de España | Andrea Feijóo |  |
| 2  | Bandera de España | Inma          |  |
| 10 | Bandera de España | Patri Manzano |  |
| 15 | Bandera de España | Carolina      |  |

| Anotado | 14' | Inma          | 0-1 |
| Anotado | 18' | Andrea Feijóo | 0-2 |
| Anotado | 28' | Patri Jornet  | 0-3 |
| Anotado | 29' | Patri Jornet  | 0-4 |
| Anotado | 40' | Sonso         | 0-5 |

| Amonestado |  | Clàudia Pons |  |
| Amonestado |  | Sara Moreno  |  |

| Amonestado |  | Sonso |  |

| Comunidad de Madrid                     |
| Campeón FSF Móstoles Cospusa 2.o título |

## Estadísticas

### Tabla de goleadoras
| Puesto                                     | Jugadora         | Equipo          | Goles |
| ------------------------------------------ | ---------------- | --------------- | ----- |
| 1                                          | Sara Moreno      | Cajasur Córdoba | 4     |
| 2                                          | Sonsoles Jiménez | Móstoles        | 3     |
| 2                                          | Susana Sánchez   | Femesala Elche  | 3     |
| 2                                          | Bea Martín       | Móstoles        | 3     |
| Última actualización: 11 de abril de 2010. |                  |                 |       |